# Team Giant-Alpecin/2015
Deze pagina geeft een overzicht van de Team Giant-Alpecin-wielerploeg in  2015.

## Algemeen
Sponsors: Giant, Alpecin
Algemeen manager: Iwan Spekenbrink
Teammanager: Rudi Kemna
Ploegleiders: Adriaan Helmantel, Dariusz Kapidura, Addy Engels, Marc Reef, Christian Guiberteau, Jens Lang, Mattias Reck, Michal Szyszkowski, Aike Visbeek
Fietsmerk: Giant
Kopmannen: John Degenkolb, Marcel Kittel, Tom Dumoulin & Warren Barguil

## Transfers
| Inkomend           | Team 2014                          | Uitgaand                    | Team 2015               |
| ------------------ | ---------------------------------- | --------------------------- | ----------------------- |
| Caleb Fairly       | Garmin-Sharp                       | Brian Bulgaç                | Team LottoNL-Jumbo      |
| Zico Waeytens      | Topsport Vlaanderen-Baloise        | Jonas Ahlstrand             | Cofidis                 |
| Carter Jones       | Optum p/b Kelly Benefit Strategies | Reinardt Janse van Rensburg | MTN-Qhubeka             |
| Lars van der Haar  | Giant-Shimano Development Team     | Dries Devenyns              | IAM Cycling             |
| Fredrik Ludvigsson | Giant-Shimano Development Team     | Thomas Damuseau             | Roubaix Lille Métropole |
|                    |                                    | Sea Keong Loh               | SEG Racing              |
|                    |                                    | Thomas Peterson             | Gestopt                 |
|                    |                                    | Matthieu Sprick             | Gestopt                 |

## Renners
| Naam                | Geboortedatum | Nationaliteit    | Ploeg 2014                         |
| ------------------- | ------------- | ---------------- | ---------------------------------- |
| Nikias Arndt        | 18-11-1991    | Duitsland        |                                    |
| Warren Barguil      | 28-10-1991    | Frankrijk        |                                    |
| Lawson Craddock     | 20-02-1992    | Verenigde Staten |                                    |
| Roy Curvers         | 29-12-1979    | Nederland        |                                    |
| Bert De Backer      | 02-04-1984    | België           |                                    |
| Koen de Kort        | 08-09-1982    | Nederland        |                                    |
| John Degenkolb      | 07-01-1989    | Duitsland        |                                    |
| Tom Dumoulin        | 11-11-1990    | Nederland        |                                    |
| Caleb Fairly        | 19-02-1987    | Verenigde Staten | Garmin-Sharp                       |
| Johannes Fröhlinger | 06-06-1985    | Duitsland        |                                    |
| Simon Geschke       | 13-03-1986    | Duitsland        |                                    |
| Chad Haga           | 26-08-1988    | Verenigde Staten |                                    |
| Thierry Hupond      | 10-11-1984    | Frankrijk        |                                    |
| Cheng Ji            | 24-10-1987    | China            |                                    |
| Carter Jones        | 27-02-1989    | Verenigde Staten | Optum p/b Kelly Benefit Strategies |
| Marcel Kittel       | 11-05-1988    | Duitsland        |                                    |
| Fredrik Ludvigsson  | 28-04-1994    | Zweden           | Giant-Shimano Development Team     |
| Tobias Ludvigsson   | 22-02-1991    | Zweden           |                                    |
| Luka Mezgec         | 27-06-1988    | Slovenië         |                                    |
| Daan Olivier        | 24-11-1992    | Nederland        |                                    |
| Georg Preidler      | 17-06-1990    | Oostenrijk       |                                    |
| Ramon Sinkeldam     | 09-02-1989    | Nederland        |                                    |
| Tom Stamsnijder     | 15-05-1985    | Nederland        |                                    |
| Albert Timmer       | 13-06-1985    | Nederland        |                                    |
| Lars van der Haar   | 23-07-1991    | Nederland        | Giant-Shimano Development Team     |
| Tom Veelers         | 14-09-1984    | Nederland        |                                    |
| Zico Waeytens       | 29-09-1991    | België           | Topsport Vlaanderen-Baloise        |

## Overwinningen
People's Choice Classic
Winnaar: Marcel Kittel
Ronde van Dubai
3e etappe: John Degenkolb
Ronde van de Haut-Var
2e etappe: Luka Mezgec
Milaan-San Remo
Winnaar: John Degenkolb
Ronde van het Baskenland
6e etappe (ITT): Tom Dumoulin
Parijs-Roubaix
Winnaar: John Degenkolb
Ronde van Beieren
2e etappe: John Degenkolb
5e etappe: John Degenkolb
Puntenklassement: John Degenkolb
Velothon Berlin
Winnaar: Ramon Sinkeldam
Ronde van Zwitserland
1e etappe (proloog): Tom Dumoulin
9e etappe (ITT): Tom Dumoulin
Oostenrijkse kampioenschappen
Tijdrit: Georg Preidler
Ronde van Frankrijk
17e etappe: Simon Geschke
Ronde van Polen
1e etappe: Marcel Kittel
Puntenklassement: Marcel Kittel
Ronde van Spanje
9e etappe: Tom Dumoulin
17e etappe (ITT): Tom Dumoulin
21e etappe: John Degenkolb
Strijdlustklassement: Tom Dumoulin
Ronde van Alberta
6e etappe: Nikias Arndt
Binche-Chimay-Binche
Winnaar: Ramon Sinkeldam
Cauberg Cyclocross
Winnaar: Lars van der Haar
Nacht van Woerden
Winnaar: Lars van der Haar
Saitama Criterium
Winnaar: John Degenkolb
Niels Albert CX
Winnaar: Lars van der Haar
Europees kampioenschap veldrijden
Winnaar: Lars van der Haar
Mannen: 1999 · 2000 · 2001 · 2002 · 2003 · 2004 · 2005 · 2006 · 2007 · 2008 · 2009 · 2010 · 2011 · 2012 · 2013 · 2014 · 2015 · 2016 · 2017 · 2018 · 2019 · 2020 · 2021 · 2022 · 2023 · 2024 · 2025
Vrouwen: 2011 · 2012 · 2013 · 2014 · 2015 · 2016 · 2017 · 2018 · 2019 · 2020 · 2021 · 2022 · 2023 · 2024 · 2025
AG2R-La Mondiale · Astana Pro Team · BMC Racing Team · Team Cannondale-Garmin · Etixx-Quick Step · FDJ · Team Giant-Alpecin · IAM Cycling · Katjoesja · Lampre-Merida · Team LottoNL-Jumbo · Lotto Soudal · Movistar Team · Orica GreenEDGE · Team Sky · Tinkoff-Saxo · Trek Factory Racing